# The Heavenly Vision
 (mai 2020).
The Heavenly Vision, aussi connu sous le nom de Turn Your Eyes Upon Jesus (le premier vers de l'hymne), est un hymne chrétien écrit par Helen Howarth Lemmel.

## Historique
Lemmel s'est inspirée d'un prospectus écrit par la missionnaire Lilias Trotter (en). L'hymne a été au début publié en Angleterre en 1918 avant d'être inclus en 1922 dans un recueil de chansons nommé Glad Songs. En 1924, The Heavenly Vision apparaît dans un recueil américain nommé Gospel Truth in Song et a été rapidement réimprimé dans plusieurs autres recueils.

## Versions
En 1992, le groupe chrétien Newsboys (en) a sorti l'album Not Ashamed (en) avec la chanson Where You Belong et a également publié une vidéo de la chanson. En 2001, c'est au tour de Michael W. Smith d'interpréter la chanson, qui se retrouve dans l'album sorti cette année-là, Worship (en). Le chanteur country Alan Jackson a interprété la chanson en 2005 aux funérailles de son père, chanson qui sera plus tard l'inspiration de son album de musique gospel Precious Memories (en) sorti en 2006. Matt Redman et Charlie Hall (en) utilisent également le refrain de The Heavenly Vision dans leur chanson Center. En 2013, le groupe chrétien punk Eleventyseven (en) joue l'hymne dans leur EP Good Spells (en). Lauren Daigle effectue, elle aussi, un enregistrement de la chanson, en 2018, qui se retrouve dans son album Look Up Child (en). En 2019, le groupe de musique Passion Conferences a sorti la chanson Fade Away, dans son album Follow You Anywhere, qui utilise l'hymne comme outro.

## Paroles

### Originales
Chœur
O soul, are you weary and troubled?
No light in the darkness you see?
There’s light for a look at the Savior,
And life more abundant and free.
Turn your eyes upon Jesus,
Look full in His wonderful face;
And the things of earth will grow strangely dim
In the light of His glory and grace.
Chœur
Through death into life everlasting
He passed, and we follow Him there;
O’er us sin no more hath dominion
For more than conqu’rors we are!
Chœur
His Word shall not fail you, He promised;
Believe Him and all will be well;
Then go to a world that is dying,
His perfect salvation to tell!